# John Lane Gardner
John Lane Gardner (Boston, 1 de agosto de 1793 — Wilmington, 18 de fevereiro de 1869) foi um oficial de carreira do Exército dos Estados Unidos e general de brigada da União na Guerra de Secessão. Foi durante o segundo mandato de George Washington, que Gardner entrou para o Exército dos Estados Unidos e participou da Guerra anglo-americana de 1812. Tornou-se oficial de carreira do Exército e um pouco antes do início da Guerra de Secessão, era comandante da guarnição no Forte Moultrie, mas foi retirado do comando, porque ele prejudicava os planos do Secretário de Guerra John Buchanan Floyd, que em breve se juntaria à Confederação, e planejava deixar o controle dos fortes no porto de Charleston, Carolina do Sul nas mãos dos confederados. Gardner serviu por mais de quarenta anos no Exército dos Estados Unidos.

## Guerra de 1812
Gardner serviu durante a Guerra anglo-americana de 1812 e recebeu no Exército a patente de terceiro tenente, no 4.º de Infantaria, em 20 de maio de 1813. Sua primeira experiência de combate foi no Canadá, onde foi ferido na Batalha de Lacolle Mills em 30 de março de 1814, quando servia sob o comando do general James Wilkinson. Serviu como ajudante de ordens para o general de brigada T. A. Smith.

## Guerras Seminoles
Gardner lutou na segunda Guerra Seminoles na Flórida contra as várias tribos indígenas seminoles entre 1835 e 1839, incluindo a Batalha de Wahoo Swamp em 21 de novembro de 1836. Pouco depois da guerra, Gardner escreveu e publicou o livro Controle Militar no qual ele apontou várias falhas existentes na organização e gestão militar.

## Guerra Mexicano-Americana
Durante a Guerra Mexicano-Americana, Gardner serviu sob o comando do major-general Winfield Scott. Foi promovido a major em 1845 e comandou o 4.º Regimento de Artilharia de 1846 a 1848. Esteve baseado no Forte Polk, no Texas, entre 29 de julho de 1846 e 31 de janeiro de 1847. Lutou na Batalha de Cerro Gordo em 18 de abril de 1847, e foi promovido a tenente-coronel "por mérito e conduta corajosa". Participou da Batalha de Contreras em 20 de agosto de 1847, e foi promovido a coronel por sua atuação em 20 de agosto de 1847, também "por mérito e conduta corajosa". Na Batalha de Cerro Gordo Gardner, atuando como primeiro tenente, comandou uma companhia do 7.º de Infantaria, muitos dos quais foram mortos ou feridos durante o combate. Mais tarde ele foi elogiado por seus comandantes, incluindo Scott em seu relatório de 23 de abril de 1847, por seus serviços de comunicação e apoio.
Durante a ocupação do norte do México houve várias operações de mineração no local. Para evitar o embarque em navios clandestinos de lingotes de ouro para o México ou para outros governos estrangeiros, Scott os enviava para um escritório mais próximo administrado através de um sistema de licenças dos comandantes americanos locais. Em janeiro de 1848, Gardner supervisionou essas operações e realizou a cobrança de impostos em ouro como Superintendente de Avaliação para o Distrito Federal.

## Guerra Civil
Como comandante da Companhia A do 4.º Regimento de Artilharia dos Estados Unidos, Gardner, junto com o capitão Abner Doubleday, sua esposa e a Companhia E, vindos do Forte Capron, Flórida, assumiram o seu novo posto, a bordo do navio a vapor Gordon em 16 de junho de 1858. Juntamente com a Companhia H do capitão Truman Seymour formaram uma nova guarnição do Exército no Forte Moultrie. Em agosto, a febre amarela eclodiu entre as companhias dos recém-chegados artilheiros, infectando 49 deles e matando 28. Para reduzir a possibilidade de propagação da epidemia, Washington autorizou Gardner a deslocar temporariamente seu comando para fora do forte em um local mais saudável durante a estação quente de verão. Subsequentemente, Gardner ficou ausente do Forte Moultrie durante a maior parte do verão de 1859, explorando potenciais locais de ação nas proximidades de Smithville, Carolina do Norte. Doubleday atuou como comandante durante a ausência de Gardner.
Como comandante, Gardner passou a residir com sua família fora dos muros do forte, em uma grande casa em frente ao Western Postern-Gate. Morando próximo à comunidade ele não podia assumir um papel muito ativo ou visível de ajuda ao forte, temendo uma represália contra a sua família e a si mesmo. Em uma ocasião, quando uma reunião a favor da secessão estava ocorrendo nas proximidades, acompanhada de ameaças e manifestações, Gardner mandou dizer a Doubleday para assumir imediatamente o comando do forte em seu lugar. Embora fosse um oficial da União, Gardner ainda mantinha simpatia pelas causas do Sul e sentia que este foi tratado injustamente na questão dos territórios e foi enganado pelos interesses do Norte. Porém, ele concordava quando se tratava de defender os fortes no porto de Charleston, Carolina do Sul. Durante os meses que antecederam à Guerra de Secessão, Gardner, percebendo que as tensões separatistas estavam aumentando, fez vários pedidos ao secretário da Guerra John Buchanan Floyd, do governo do presidente James Buchanan, para que fossem reforçadas as tropas da guarnição do Forte Moultrie, na ilha de Sullivan, mas seus pedidos foram ignorados.
Um simpatizante do Sul, que mais tarde foi acusado de conspiração, Floyd se empenhou em colocar os fortes do porto de Charleston nas mãos dos habitantes da Carolina do Sul. Floyd sabendo que o conflito armado era iminente, enviou apenas uma companhia de cerca de 70 homens, a maioria dos quais eram simpatizantes dos sulistas, "para fins de reparação, reforço e fazer adições ao forte", o que só contribuiu para que o forte se tornasse muito menos defensável. Os trabalhadores que ele enviou para Moultrie eram para ser alimentados com as provisões já existentes no forte, que dependiam de Charleston para serem reabastecidas, uma vez por semana. No caso de um cerco a guarnição poderia ter fome em questão de dias, como Floyd tinha planejado. Gardner suspeitou das intenções de Floyd e para evitar qualquer tentativa de fome contra suas tropas, escreveu a um velho amigo, o coronel Joseph Pannell Taylor, no departamento do comissariado, pedindo provisões para cem homens durante seis meses e deu a entender que ele poderia atender a requisição diretamente, sem ter que informar a Floyd.
Em 8 de novembro de 1860, o coronel Gardner ordenou ao capitão Truman Seymour sob seu comando, para transferir as armas do arsenal em Charleston para o Forte Moultire, mas a notícia do embarque de alguma forma chegou a Charleston e foi impedido por civis. Naquele tempo, o Forte Moultrie era o único dos quatro fortes no porto de Charleston, que tinha guarnição. Floyd enviou um observador para verificar o progresso no forte e descobriu que Gardner e seus homens estavam trabalhando dia e noite para fortalecer suas defesas e tinha aumentado o seu fornecimento de provisões e munição. Posteriormente, em 15 de novembro de 1860, com as tensões aumentando cada vez mais, Gardner foi destituído do comando, uma vez que não estava cooperando com os planos de Floyd para tornar o forte um alvo fácil para os separatistas. Gardner foi obrigado a se apresentar ao general David Emanuel Twiggs, no Texas. Seu posto foi ocupado pelo major Robert Anderson, que foi indicado por Floyd, sob o pretexto de que ele era mais jovem, mas em última análise, por razões diplomáticas, já que Anderson era um ex-dono de escravos do Kentucky e era casado com a filha de um político georgiano famoso e veterano de guerra. Ele já havia servido no Forte Moultrie, conhecia muitas pessoas das proximidades de Charleston, tinha a fama de ser um militar estudioso e foi membro da equipe do general Winfield Scott. Floyd presumiu incorretamente que, substituindo Gardner por Anderson, ele ficaria do lado dos confederados e os fortes sob o cerco das tropas da Carolina do Sul.

## Últimos anos
Após quarenta anos de serviço consecutivo Gardner foi para a reserva do serviço ativo em 1 de novembro de 1861. Após a reserva, ele se ocupou do recrutamento de voluntários durante o período restante da guerra. Em 1866, foi promovido a general de brigada "por longos e leais serviços", a contar de 13 de março de 1865. Em 30 de agosto de 1866, começou a trabalhar no Conselho para Oficiais Deficientes da Reserva, na Filadélfia.
Gardner morreu de pneumonia em Wilmington, Delaware, em 19 de fevereiro de 1869, e está sepultado no cemitério da Igreja Episcopal Immanuel on the Green, New Castle, Delaware.